# Pseudorthocladius berthelemyi
Pseudorthocladius berthelemyi är en tvåvingeart som beskrevs av Moubayed 1990. Pseudorthocladius berthelemyi ingår i släktet Pseudorthocladius och familjen fjädermyggor.
Artens utbredningsområde är Frankrike. Inga underarter finns listade i Catalogue of Life.